# Josep Jufré
Josep Jufré Pou (Santa Eulàlia de Riuprimer, 5 agosto 1975) è un ex ciclista su strada spagnolo.
Professionista dal 1999 al 2011, conta tre sole vittorie in carriera.

## Carriera
È diventato professionista nel 1999 con la Boavista, squadra portoghese. In seguito ha vestito le divise della Relax e della Davitamon-Lotto (poi divenuta Predictor). Dal 2008 al 2009 ha militato nella Fuji-Servetto, nota in precedenza come Saunier Duval e come Scott. Dal 2010 corre per l'Astana Team.
Conta due successi da pro, oltre a due partecipazioni al Giro d'Italia e cinque alla Vuelta a España (miglior piazzamento in generale il 14º posto nel 2005).
Si è ritirato al termine del 2011.

## Palmarès
- 2000

Volta aos Sete
- 2001

5ª tappa Grande Premio do Minho (Barcelos > Fafe)
- 2002

Clásica a los Puertos de Guadarrama

## Piazzamenti

### Grandi Giri
- Giro d'Italia

2006: 29º
2007: 52º
2010: 42º
2011: 74º
- Tour de France

2008: ritirato (12ª tappa)
- Vuelta a España

2003: 20º
2004: 62º
2005: 14º
2006: ritirato (8ª tappa)
2007: ritirato (14ª tappa)
2010: 24º
2011: 57º